# Potthastia longimana
Potthastia longimana är en tvåvingeart som först beskrevs av Jean-Jacques Kieffer 1922.  Potthastia longimana ingår i släktet Potthastia och familjen fjädermyggor. Inga underarter finns listade i Catalogue of Life.